# 제국의 종말
《제국의 종말》(영어: Flash Gordon)은 1980년 개봉한 영국과 미국의 스페이스 오페라 영화이다. 마이크 호지스가 감독을 맡았으며, 앨릭스 레이먼드가 창조한 동명 만화 캐릭터에 기반하였다.

## 출연진
- 샘 J. 존스
- 멜로디 앤더슨
- 막스 폰쉬도브
- 토폴
- 오르넬라 무티
- 티머시 돌턴
- 브라이언 블레시드
- 피터 윈가드
- 마리안젤라 멜라토
- 리처드 오브라이언
- 존 오즈본
- 필립 스톤
- 존 핼럼
- 수잰 대니엘
- 윌리엄 훗킨스
- 로비 콜트레인
- 피터 덩컨
- 존 홀리스
- 리언 그린
- 토니 스캐널
- 조지 해리스
- 딥 로이
- 밥 구디
- 케니 베이커

## 기타 제작진
- 세트·미술·의상: 다닐로 도나티